# Лутцау, Габриэла фон
Габриэла фон Лутцау (нем. Gabriele von Lutzau, в девичестве — Дильман (нем. Dillmann), род. 15 августа 1954, Вольфсбург) — немецкая художница и скульптор. Получила известность как «Ангел Могадишо» (нем. Engel von Mogadischu), в связи с событиями в Сомали в октябре 1977 года.

## Угон Boeing 737 в Могадишо
Первой работой Габриэлы стала должность стюардессы в авиакомпании Lufthansa. 13 октября 1977 года она была в составе экипажа на борту самолёта Boeing 737 «Landshut», когда при выполнении пассажирского рейса с Балеарских островов во Франкфурт его захватили четверо террористов из НФОП, которые затем потребовали в обмен за заложников отпустить из тюрем членов групп НФОП и РАФ. Этот захват продлился почти пять дней и стал серьёзным испытанием для всех на борту. 23-летняя Габриэла Дильман была самой младшей из состава экипажа, но, по воспоминаниям пассажиров, она активней всех общалась с пассажирами, помогая им морально справиться с ситуацией, а также посредничая между ними и террористами. Во время промежуточной посадки в Адене глава группы захватчиков убил командира экипажа, после чего тело последнего оставили лежать в салоне так, что проходящим в туалет приходилось переступать через него.
После посадки в Могадишо террористы отстранили второго пилота, заявив, что больше не намерены никуда лететь, а переговоры от лица экипажа поручили теперь молоденькой Габриэле, при этом пригрозив, что если этой же ночью их требования не будут выполнены, они взорвут самолёт. Однако незадолго до истечения времени ультиматума авиалайнер был взят штурмом группой немецкого спецназа, в результате действий которой трое террористов из четырёх были убиты, а все заложники на борту спасены.
Впоследствии этот угон был дважды экранизирован: в документальном фильме «Смертельная игра» 1997 года и триллере «Могадишо» 2008 года. Роль Габриэлы Дильман в них сыграли соответственно Сюзанна Шефер и Надя Уль.
После событий в Сомали пресса стала восхвалять юную стюардессу, даже называя её Ангелом из Могадишо (нем. Engel von Mogadischu), а спустя всего пару дней, 20 октября 1977 года Габриэла Дильман стала кавалером ордена «За заслуги перед Федеративной Республикой Германия». В то же время для самой Дильман случившееся стало настолько сильным потрясением, что она приняла решение навсегда уйти из авиации.
После теракта Габриэла Дильман вышла замуж за своего жениха — Рюдигера фон Лутцау (нем. Rüdiger von Lutzau) — пилота компании Lufthansa, который входил в состав экипажа самолёта, на котором группа немецкого спецназа прибыла в Могадишо. Рюдигер фон Лутцау имеет российские корни, так как фамилия «Лутцау» родом из Российской империи[значимость факта?].

## Карьера художницы
С 1984 по 1995 год Габриэла фон Лутцау посещала летние семинары франко-немецкого скульптора и художника Вальтера Пиша в Страсбургском университете, а в 1995 году стала членом Профессионального союза художников. Позже вступила в Профессиональную ассоциацию художников во Франкфурте. Преимущественно занимается изготовлением абстрактных деревянных фигур, которые изначально были преимущественно синего цвета, но после терактов 11 сентября 2001 года в работах Габриэлы основным стал чёрный цвет. Многие её работы выставляются в различных городах, в том числе и за пределами Германии, как например Люксембург, Майами (2006 год), Нью-Йорк и Иерусалим (2012 год).
По имеющимся данным, в настоящее время вместе со своей семьёй проживает в Михельштадте в районе Оденвальда.